# Triaspis concisa
Triaspis concisa är en stekelart som först beskrevs av David Timmins Fullaway 1919. 
Triaspis concisa ingår i släktet Triaspis och familjen bracksteklar. Inga underarter finns listade i Catalogue of Life.